# Œuvres d'Albert Uderzo
Pour un article plus général, voir Albert Uderzo.
 (juin 2018).
Si vous disposez d'ouvrages ou d'articles de référence ou si vous connaissez des sites web de qualité traitant du thème abordé ici, merci de compléter l'article en donnant les références utiles à sa vérifiabilité et en les liant à la section « Notes et références ».
Cette page recense la bibliographie d'Albert Uderzo par ordre chronologique. Sont ici énumérées uniquement ses histoires parues en albums, qu'Uderzo en ait été scénariste ou uniquement dessinateur, et non ses histoires parues uniquement dans des périodiques (dès 1945).

## 1960-1969
- 1 Une aventure de Michel Tanguy 1 : L'École des Aigles, Dargaud, collection « Pilote », 1961
Scénario : Jean-Michel Charlier - Dessin : Albert Uderzo
- 1 Astérix 1 : Astérix le Gaulois, Dargaud, Paris, juillet 1961
Scénario : René Goscinny - Dessin : Albert Uderzo
- 1 Oumpah-Pah 1 : Oumpah-Pah le Peau-Rouge, Lombard, septembre 1961
Scénario : René Goscinny - Dessin : Albert Uderzo
- 2 Une aventure de Michel Tanguy 2 : Pour l'honneur des cocardes, Dargaud, collection « Pilote », 1962
Scénario : Jean-Michel Charlier - Dessin : Albert Uderzo
- 2 Astérix 2 : La Serpe d'or, Dargaud, Paris, juillet 1962
Scénario : René Goscinny - Dessin : Albert Uderzo
- 2 Oumpah-Pah 2 : Oumpah-Pah et les pirates, Lombard, septembre 1962
Scénario : René Goscinny - Dessin : Albert Uderzo
- 3 Une aventure de Michel Tanguy 3 : Danger dans le ciel, Dargaud, collection « Pilote », 1963
Scénario : Jean-Michel Charlier - Dessin : Albert Uderzo
- 3 Astérix 3 : Astérix et les Goths, Dargaud, Paris, juillet 1963
Scénario : René Goscinny - Dessin : Albert Uderzo
- 4 Une aventure de Michel Tanguy 4 : Escadrille des Cigognes, Dargaud, collection « Pilote », 1964
Scénario : Jean-Michel Charlier - Dessin : Albert Uderzo
- 4 Astérix 4 : Astérix gladiateur, Dargaud, Paris, juillet 1964
Scénario : René Goscinny - Dessin : Albert Uderzo
- 5 Une aventure de Michel Tanguy 5 : Mirage sur l'Orient, Dargaud, collection « Pilote », 1965
Scénario : Jean-Michel Charlier - Dessin : Albert Uderzo
- 5 Astérix 5 : Le Tour de Gaule d'Astérix, Dargaud, Paris, janvier 1965
Scénario : René Goscinny - Dessin : Albert Uderzo
- 6 Astérix 6 : Astérix et Cléopâtre, Dargaud, Paris, juillet 1965
Scénario : René Goscinny - Dessin : Albert Uderzo
- 6 Une aventure de Michel Tanguy 6 : Canon bleu ne répond plus, Dargaud, 1966
Scénario : Jean-Michel Charlier - Dessin : Albert Uderzo
- 7 Astérix 7 : Le Combat des chefs, Dargaud, Paris, janvier 1966
Scénario : René Goscinny - Dessin : Albert Uderzo
- 8 Astérix 8 : Astérix chez les Bretons, Dargaud, Paris, juillet 1966
Scénario : René Goscinny - Dessin : Albert Uderzo
- 9 Astérix 9 : Astérix et les Normands, Dargaud, Paris, octobre 1966
Scénario : René Goscinny - Dessin : Albert Uderzo
- 7 Une aventure de Michel Tanguy 7 : Cap Zéro, Dargaud, 1967
Scénario : Jean-Michel Charlier - Dessin : Albert Uderzo
- 3 Oumpah-Pah 3 : Oumpah-Pah contre Foie-Malade, Lombard, janvier 1967
Scénario : René Goscinny - Dessin : Albert Uderzo
- 8 Une aventure de Tanguy et Laverdure 8 : Pirates du ciel, Dargaud, 1967
Scénario : Jean-Michel Charlier - Dessin : Albert Uderzo, Marcel Uderzo et Jean Giraud
- 10 Astérix 10 : Astérix légionnaire, Dargaud, Paris, juillet 1967
Scénario : René Goscinny - Dessin : Albert Uderzo
- 11 Astérix 11 : Le Bouclier Arverne, Dargaud, Paris, janvier 1968
Scénario : René Goscinny - Dessin : Albert Uderzo
- 12 Astérix 12 : Astérix aux jeux olympiques, Dargaud, Paris, juillet 1968
Scénario : René Goscinny - Dessin : Albert Uderzo
- 13 Astérix 13 : Astérix et le chaudron, Dargaud, Paris, janvier 1969
Scénario : René Goscinny - Dessin : Albert Uderzo
- 14 Astérix 14 : Astérix en Hispanie, Dargaud, Paris, octobre 1969
Scénario : René Goscinny - Dessin : Albert Uderzo

## 1970-1979
- 15 Astérix 15 : La Zizanie, Dargaud, Paris, avril 1970
Scénario : René Goscinny - Dessin : Albert Uderzo
- 16 Astérix 16 : Astérix chez les Helvètes, Dargaud, Paris, octobre 1970
Scénario : René Goscinny - Dessin : Albert Uderzo
- 17 Astérix 17 : Le Domaine des dieux, Dargaud, Paris, octobre 1971
Scénario : René Goscinny - Dessin : Albert Uderzo
- 18 Astérix 18 : Les Lauriers de César, Dargaud, Paris, janvier 1972
Scénario : René Goscinny - Dessin : Albert Uderzo
- 19 Astérix 19 : Le Devin, Dargaud, Paris, octobre 1972
Scénario : René Goscinny - Dessin : Albert Uderzo
- 20 Astérix 20 : Astérix en Corse, Dargaud, Paris, avril 1973
Scénario : René Goscinny - Dessin : Albert Uderzo
- 21 Astérix 21 : Le Cadeau de César, Dargaud, Paris, juillet 1974
Scénario : René Goscinny - Dessin : Albert Uderzo
- 22 Astérix 22 : La Grande traversée, Dargaud, Paris, avril 1975
Scénario : René Goscinny - Dessin : Albert Uderzo
- 23 Astérix 23 : Obélix et compagnie, Dargaud, Paris, avril 1976
Scénario : René Goscinny - Dessin : Albert Uderzo
- 1 Belloy 1 : Chevalier sans armure, Michel Deligne, 1977
Scénario : Jean-Michel Charlier - Dessin : Albert Uderzo
- 1 Marco Polo, Michel Deligne, 1977
Scénario : Octave Joly - Dessin : Albert Uderzo
- 2 Belloy 2 : La Princesse captive, Michel Deligne, 1977
Scénario : Jean-Michel Charlier - Dessin : Albert Uderzo
- 3 Belloy 3 : Le Baron maudit, Michel Deligne, 1977
Scénario : Jean-Michel Charlier - Dessin : Albert Uderzo
- 2 Marco Polo : Le Mystère du dragon noir, Michel Deligne, 1977
Scénario : Octave Joly - Dessin : Albert Uderzo
- 4 Belloy 4 : L'Homme qui avait peur de son ombre, Michel Deligne, 1977
Scénario : Jean-Michel Charlier - Dessin : Albert Uderzo
- 24 Astérix 24 : Astérix chez les Belges, Dargaud, Paris, janvier 1979
Scénario : René Goscinny - Dessin : Albert Uderzo

## 1980-1989
- 25 Astérix 25 : Le Grand fossé, Albert René, Paris, avril 1980
Scénario et dessin : Albert Uderzo
- 26 Astérix 26 : L'Odyssée d'Astérix, Albert René, Paris, octobre 1981
Scénario et dessin : Albert Uderzo
- HS Astérix publicitaire : Scope, le poteau magique, Albert René, Belgique, octobre 1982
Scénario et dessin : Albert Uderzo
- 27 Astérix 27 : Le Fils d'Astérix, Albert René, Paris, octobre 1983
Scénario et dessin : Albert Uderzo
- 28 Astérix 28 : Astérix chez Rahàzade, Albert René, Paris, octobre 1987
Scénario et dessin : Albert Uderzo
- 1 aléa jacta est n°1 : Le rendez-vous du chef, Albert René, Paris, mars 1988
Scénario : Bruno Faidutti - Dessin : Albert Uderzo
- 2 aléa jacta est n°2 : La vedette armoricaine, Albert René, Paris, juin 1988
Scénario : Cristophe Garda  et Claude Le Damany - Dessin : Albert Uderzo
- 3 aléa jacta est n°3 : L'affaire des faux menhirs, Albert René, Paris, septembre 1988
- 1 Luc Junior 1 : Les Bijoux volés, Claude Lefrancq, mars 1989
Scénario : René Goscinny - Dessin : Albert Uderzo
- 1 Jehan Pistolet corsaire prodigieux, Claude Lefrancq, mai 1989
Scénario : René Goscinny - Dessin : Albert Uderzo
- 4 aléa jacta est n°4 : Le grand jeu, Albert René, Paris, juin 1989
Scénario : Jean-Luc Cambier et Éric Verhoest - Dessin : Albert Uderzo

## 1990-1999
- 2 Luc Junior 2 : Le Fils du Maharadjah, Claude Lefrancq, septembre 1990
Scénario : René Goscinny - Dessin : Albert Uderzo
- 2 Jehan Pistolet corsaire du Roy, Claude Lefrancq, mars 1991
Scénario : René Goscinny - Dessin : Albert Uderzo
- 1 Benjamin, Benjamine : Les Naufragés de l'air, Claude Lefrancq, août 1991
Scénario : René Goscinny - Dessin : Albert Uderzo
- 29 Astérix 29 : La Rose et le glaive, Albert René, Paris, octobre 1991
Scénario et dessin : Albert Uderzo
- 32 Astérix 32 : Astérix et la rentrée gauloise[1], Albert René, Paris, janvier 1993
Scénario, dessin et couleurs : Albert Uderzo
- 30 Astérix 30 : La Galère d'Obélix, Albert René, Paris, juillet 1996
Scénario et dessin : Albert Uderzo - Couleurs : Thierry Mébarki
- 3 Jehan Pistolet et l'espion, Albert René, avril 1999
Scénario : René Goscinny - Dessin : Albert Uderzo

## 2000-2009
- 31 Astérix 31 : Astérix et Latraviata, Albert René, Paris, mars 2001
Scénario et dessin : Albert Uderzo - Couleurs : Thierry Mébarki
- 4 Jehan Pistolet en Amérique, Albert René, septembre 2002
Scénario : René Goscinny - Dessin : Albert Uderzo
- 33 Astérix 33 : Le Ciel lui tombe sur la tête, Albert René, Paris, octobre 2005
Scénario : Albert Uderzo - Dessin : Frédéric Mébarki, Albert Uderzo - Couleurs : Thierry Mébarki
- Clairette, Sangam, juin 2009
Scénario : Jean-Michel Charlier - Dessin : Albert Uderzo
- 34 Astérix 34 : Le livre d'or d'Astérix, Albert René, Paris, octobre 2009
Scénario : Albert Uderzo - Dessin : Albert Uderzo et Frédéric Mébarki - Couleurs : Thierry Mébarki

## Depuis 2010
- Philippe Cauvin, Alain Duchêne, L'intégrale Uderzo : premier tome paru en 2012 aux éditions Hors Collection. Rassemble des histoires précédemment inédites en albums, comme Flamberge, Clopinard, Clodo et son oie, Arys Buck, Rollin, Capitaine Marvel Jr, ainsi que les premiers épisodes de Belloy.